# De Boomhut Battle
De Boomhut Battle is een Nederlands televisieprogramma dat wordt uitgezonden op de EO op NPO Zapp. Dit programma is een voortvloeisel van het SBS6-programma Boomhut XXL. Het programma wordt gepresenteerd door Anne-Mar Zwart.

## Opzet
In dit programma strijden kandidatenkoppels tegen elkaar in het bouwen van een grote boomhut. De hutten worden alle gebouwd op een campingterrein in de provincie Drenthe. Anders dan in het originele SBS6-format doen er in dit programma vier teams mee, bestaande uit twee kinderen – de captains – bijgestaan door twee volwassenen.
Tussen de bouwwerkzaamheden door strijden de vier teams ook nog verschillende malen tegen elkaar in een zogeheten Bonus Battle. Met het goed uitvoeren van deze korte bouwopdracht kunnen de teams extra punten verdienen. Alle bouwwerken worden beoordeeld door jurylid Rob van der Wulp.